# Stine og drengene
Stine og drengene er en dansk film fra 1969.
- Manuskript og instruktion Finn Karlsson efter en roman af Tine Schmedes.

Blandt de medvirkende kan nævnes:
- Sisse Reingaard
- Ole Busck
- Birgitte Price
- Henning Moritzen
- Else Marie Hansen
- Peter Ronild
- Benny Hansen
- Flemming Dyjak
- Palle Kjærulff-Schmidt
- Gunnar Strømvad
- Jes Holtsø